# Pieter Gallis

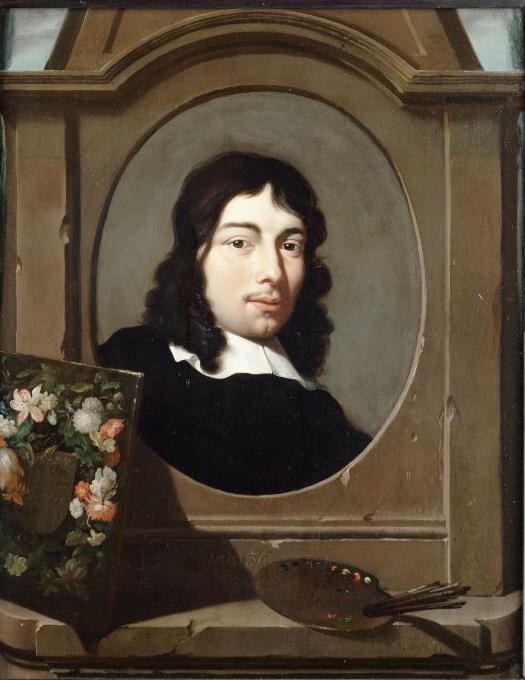
Postumes Porträt des Pieter Gallis mit einem Werkbeispiel, 1725 von Nicolaas Verkolje

Pieter Gallis (* 1633 in Enkhuizen; † 1697 in Hoorn) war ein niederländischer Bankdirektor und Maler von Landschaften und Stillleben.

## Leben
Gallis verdiente seinen Lebensunterhalt als Direktor einer lokalen Leihbank (ndl. Bank van Lening). Er malte während des Goldenen Zeitalters nebenberuflich Landschaften und Stillleben, die sich heute im Rijksmuseum und in verschiedenen Museen der Niederlande, wie dem Westfries Museum seiner Wirkungsstadt Hoorn, finden. Die Hamburger Kunsthalle besaß bis zum Verkauf 1924 bei Karl Haberstock ein Stillleben von ihm, das bis zu einer genaueren Untersuchung der Signatur dem Hamburger Maler Elias Galli zugeschrieben wurde. Die Verwechslung der beiden Maler zieht sich zumindest seit Georg Kaspar Nagler über Alfred Lichtwark teilweise immer noch durch die deutsche Kunstgeschichte, wurde aber von dem Hamburger Kunsthistoriker Carl Schellenberg aufgearbeitet.
Er arbeitete in Enkhuizen (möglicherweise auch in Amsterdam), in Purmerend 1679–1683 und in Hoorn von 1683 bis zu seinem Tod.